# ファンファーレがきこえる/senkou hanabi
「ファンファーレがきこえる/senkou_hanabi」（-/せんこうはなび）は、Base Ball Bearの16枚目のシングル。

## 解説
- 前作「PERFECT BLUE」から約9か月ぶりのリリースとなる2013年第2弾シングル。
- ライブDVD『日比谷ノンフィクションIII』と同時発売。
- 初回限定盤には2014年春ツアー第一次先行予約情報が封入。

## 収録曲
- 全作詞・作曲:小出祐介、編曲:Base Ball Bear

1. ファンファーレがきこえる
  - KONAMI「プロ野球ドリームナイン SUPERSTARS」タイアップソング
  - TOKYO MX系『プロ野球　パ・リーグ応援宣言！俺がやる。ホークス中継2014』テーマソング
  - この曲ができた経緯について、小出はテーマ選びから入ったと言い、それで出てきたのが「俺って普通だな」という常々思っていることだったと語った。また、いわゆる天才と較べて自分は音楽がいろいろ枝分かれしてきた中の1人であり、「主役じゃないコンプレックス」を感じているが、こういうことを思うのが自分の業種だからこそなのかな、という視点から書こうと思ったと述べている[1]。
  - 曲の構成などは、4.0thフルアルバム「新呼吸」の時期には既にあったのだが、お蔵入りになりかけていたという。だがコナミからのタイアップが決まった時にこの曲を選びシングルに選んだという。
  - 5thアルバム『二十九歳』、ベストアルバム『増補改訂完全版「バンドBのベスト」』収録
    - 『二十九歳』にはアルバムバージョンでの収録となっている。
2. senkou_hanabi
  - SCHOOL OF LOCK!など主催「閃光ライオット2013」公式応援ソング
  - アキュビューラジオCMソング
  - 当時の「SCHOOL OF LOCK!」写真部部長であった橋本愛がミュージックビデオをプロデュースした。リスナーから募集した写真を使ったもので、「閃光ライオット2013」の会場となった日比谷野外音楽堂のスクリーンで上映された。『SOL!×「アキュビュー」 ver.』としてYouTubeで公開されている。
  - もし「Base Ball Bearがバンドのコンテストに出たら」というコンセプトの曲。
  - シングルA面曲でありながら5thアルバム『二十九歳』には未収録となっており、2016年発売のベストアルバム『増補改訂完全版「バンドBのベスト」』でアルバム初収録となった。
3. ファンファーレがきこえる（カラオケ・バージョン）
4. senkou_hanabi（カラオケ・バージョン）